# 텔레도사사우루스

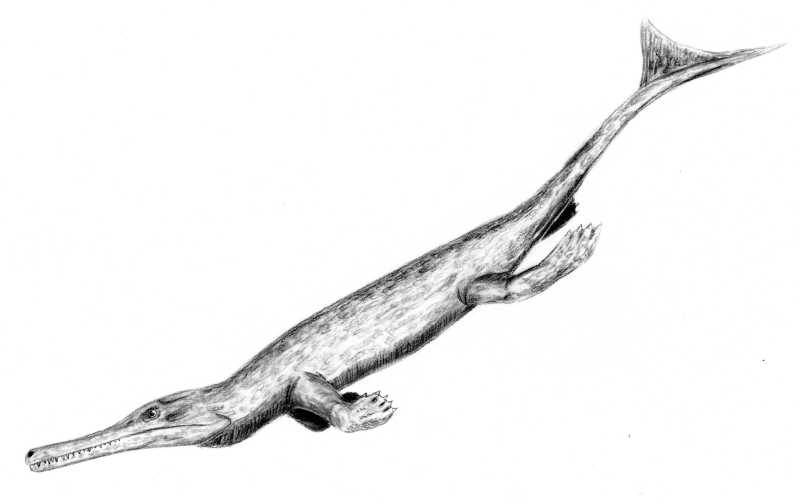

텔레도사사우루스(학명:Teleidosaurus calvadosii)는 악어목 텔레오사우루스과에 속하는 악어이다. 지금은 멸종된 악어로 몸길이가 4~6m인 거대한 악어에 속한다.

## 특징
텔레도사사우루스는 바다의 생활에 적응하여 살았던 바다악어 중에 하나이다. 꼬리의 끝은 지느러미의 모습으로 변화했으며 발은 수영에 걸맞게 물갈퀴의 모습을 하고 있다. 바다에 적응하여 바다에서 살았던 악어인만큼 몸에는 바다의 염분을 조절하는 기능이 잘 발달되어 있었다. 양턱에는 총 25~30개의 날카로운 톱니 모양의 이빨을 가지고 있으며 이것을 통해 먹이를 사냥했을 것으로 보인다. 현생의 고래나 돌고래처럼 바다에서 자신의 어린 개체를 직접 출산하였는지 아니면 현생의 바다거북처럼 직접 자신의 알을 산란하였는지에 대해서는 정확하게 알려진 정보가 없다. 분류학적으로 보면 텔레오사사우루스는 중학교 쥬라기로부터 프랑스 노르망디의 매장량( 늦Bajocian에 일찍Bathonian 무대)에서 주로 생존했던 육식성metriorhynchoid crocodyliform의 Teleidosaurus라는 멸종된 바다악어의 속이다. 그 이름 Teleidosaurus와 그리스 Teleidos-("완전한")는 σαῦρος -sauros("도마뱀")에서 유래되었다 그래서 이름의 뜻은 "완전한 도마뱀"을 의미한다. 그러한 모식종 자크 Amand Eudes-Deslongchamps에 의해 텔레오사사우루스 Calvadosii로 1866년에 지명된 후에 1869년에 텔레오사사우루스 calvadosii를 위한 일반적인 이름이 되는 텔레도사사우루스를 명명했다. 하지만 그것은 그의 아종인 외젠 Eudes-Deslongchamps. T.calvadosii의 그레이트 Oolite 형성에서 Teleidosaurus joberti를 가르킨다. T.calvadosii는 플라스토 타입이다. NHM R.2681 완전한 두개골과 아래 턱 뼈와 NHM 32612, T.joberti, 단편적인 오른쪽 아래 턱 뼈의 plastotype에서 알려져 있다. 그 holotype은 2차 세계 대전 중에 졌다. 텔레도사사우루스 내에 유일한 종은 그 모식종 T.calvadosii이다. 둘 다 T.bathonicus, Tgaudryi이 Eoneustes에 대해 언급했다. 모든 종은 칼바도스로 노르망디 프랑스 출신이다. 최근의 계통 분석 Teleidosaurus의 monophyly을 지지하지 않는다. 먹이로는 당대에 서식했던 물고기, 오징어, 갑각류 등을 잡아먹었던 육식성의 포식자로 추정된다.

## 생존시기와 서식지와 화석의 발견
텔레도사사우루스가 생존하던 시기는 중생대의 쥐라기 초기로 지금으로부터 약 2억년전~1억 8천만년전에 서식했던 악어이다. 생존했던 시기에는 유럽을 중심으로 하는 대서양, 북극해, 지중해에서 주로 서식했던 바다악어이다. 화석의 발견은 1866년에 유럽의 쥐라기에 형성된 지층에서 고생물학자들에 의해 처음으로 발견이 되어 새롭게 명명된 종이며 지금의 텔레도사사우루스란 정식적인 이름은 1869년에 새로이 받게 된다.

## 같이 보기
- 악어
- 중생대
- 쥐라기
- 파충류
- 화석